# Mjärdevi
Ej att förväxla med Mjärdevi, Mjölby kommun.

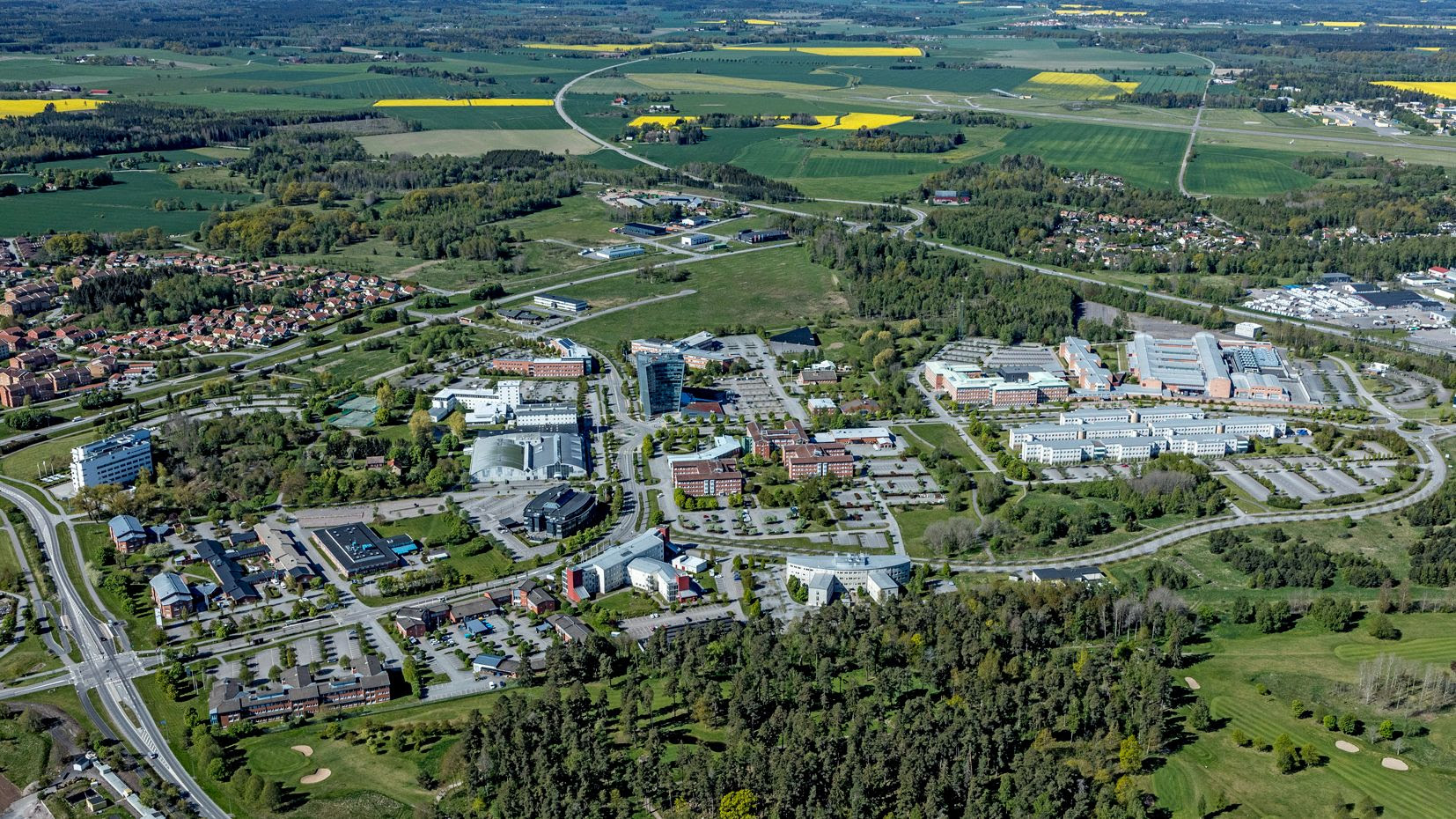
Flygbild över Mjärdevi sett från golfbanan och söderut.

Mjärdevi var förr en gård på landet, numera en stadsdel i Linköping, i stadens västra utkant.
Stadsdelen bildades år 2000 genom avstyckning från stadsdelen Västra Valla. Den omfattar industriområdet Mjärdevi (Linköping Science Park) och norr därom golfbanan till Linköpings golfklubb. Mjärdevi gränsar i söder till stadsdelen Lambohov, i väster till Jägarvallen, i norr till Ryd och i öster till Västra Valla. Stadsdelen har 4 invånare (2023).
På gärdena runt Mjärdevi gård började 1984 anläggas ett område med kontor och lätt industri, främst avsett för avknoppningsföretag från Linköpings universitet. Med tiden har även äldre företag etablerat närvaro i området, däribland Ericsson. Industriområdet växer alltjämt (2024) och är tänkt att nå 60 hektar.